# Beylerli
Beylerli ist eine Kleinstadt im Landkreis Çardak der türkischen Provinz Denizli. Beylerli liegt etwa 71 km südöstlich der Provinzhauptstadt Denizli und 16 km südlich von Çardak. Beylerli hatte laut der letzten Volkszählung 802 Einwohner (Stand Ende Dezember 2010).
Das Verwaltungsgebiet von Beylerli gliedert sich in drei Stadtteile, Cumhuriyet Mahallesi, Hürriyet Mahallesi und Yeni Mahallesi, die jeweils von einem Muhtar verwaltet werden.